# Felixstowe
Felixstowe – miasto i civil parish w Wielkiej Brytanii, w Anglii, w hrabstwie Suffolk, w dystrykcie East Suffolk, przy ujściu rzeki Orwell do Morza Północnego. W 2011 roku civil parish liczyła 23 689 mieszkańców. Port morski, największy pod względem liczby przeładowywanych statków terminal kontenerowy w kraju.